# Herman Lunde
Carl Herman Lunde, född 31 augusti 1841 i Nes (Hallingdalen), död 14 maj 1932 i Oslo, var en norsk präst. 

## Biografi
Lunde blev student 1859 och teologie kandidat 1866. Han var sjömanspräst i Cardiff 1868–1872, i Le Havre 1873–1877, därefter präst i norska och danska församlingen i Paris till 1881, då han blev kyrkoherde i Risør, varifrån han förflyttades till Kristiania som kaplan vid Vor Frelsers kirke, där han sedan (1901) blev kyrkoherde. 
Lundes varmhjärtade tolerans och på förfinad bildning grundade humanitet och frisinne yppade sig såväl i hans religiösa förkunnelse som i hans publicistiska och politiska verksamhet. Också var han en av det samtida Norges mest inflytelserike andliga, mycket anlitad som själasörjare och predikant. Han var högt skattad som andlig talare i Norge. 
Man ansåg ofta hans estetiserande humanism mindre förenlig med hans för övrigt till fullo konstaterade rättrogenhet. Denna framgår av hans många skrifter, bland andra Streiflys over store livsspørgsmaal (1903), Beder! (1906), Garborgs Jesus Messias. Et indlæg (samma år), en större samling Kristusprædikener (1908), Martin Luther. Hans udvikling og livsværk (1911) och broschyren Egteskabsskilsmisse (1910).